# Rainfarn
Der Rainfarn (Tanacetum vulgare L., Synonym: Chrysanthemum vulgare (L.) Bernh.), auch Wurmkraut genannt, ist eine Pflanzenart aus der Gattung der Wucherblumen (Tanacetum) innerhalb der Familie der Korbblütler (Asteraceae).

## Beschreibung

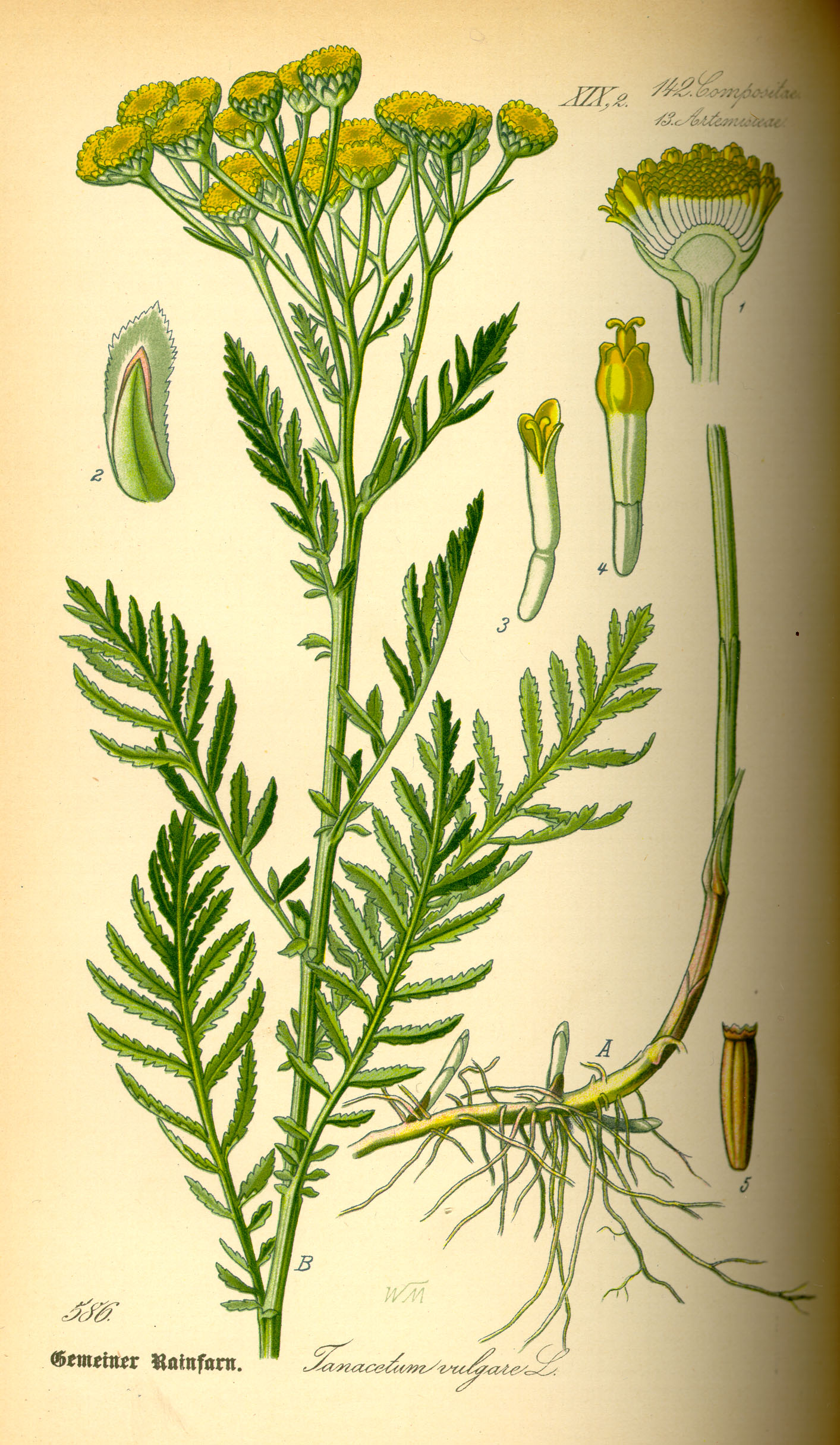
Illustration

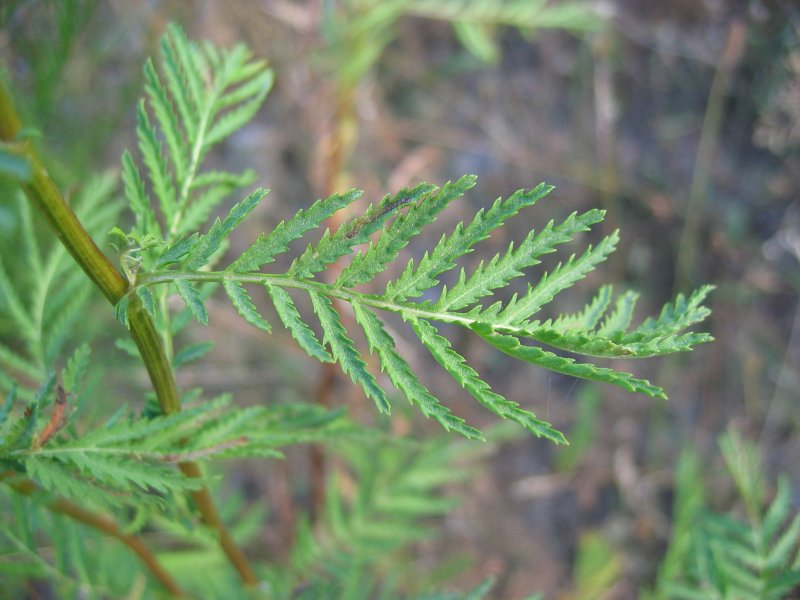
Gefiedertes Laubblatt

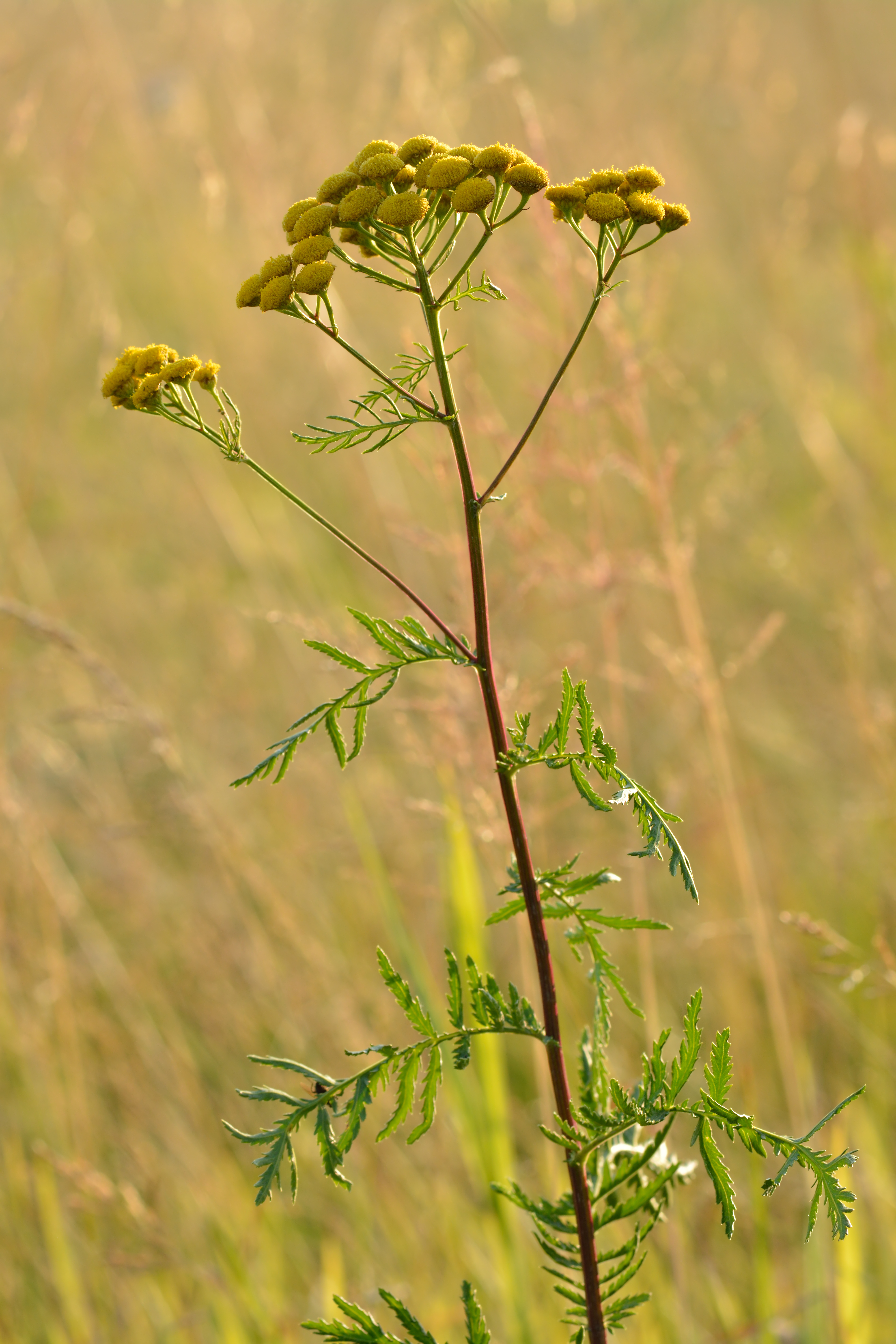
Stängel, Laubblätter und Gesamtblütenstand

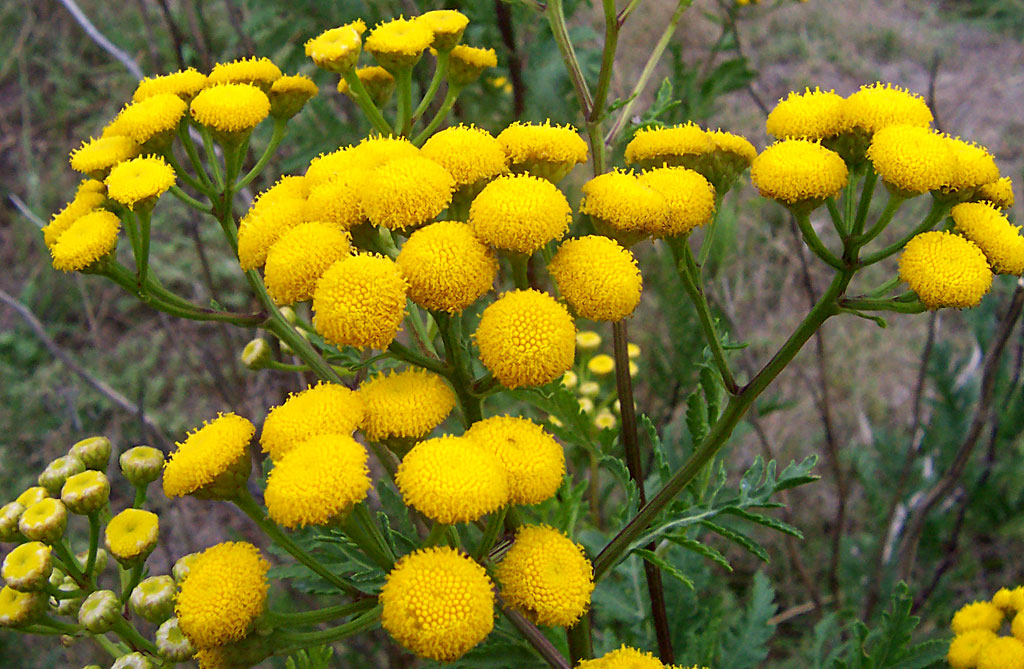
Blütenstand im Detail, die einzelnen Blütenkörbchen mit vielen Röhrenblüten

### Vegetative Merkmale
Der Rainfarn ist eine stark wuchernde, ausdauernde krautige Pflanze und erreicht Wuchshöhen von 30 bis 160 Zentimetern. Er bildet ein Rhizom und wurzelt bis 90 Zentimeter tief. Die oberirdischen Pflanzenteile duften stark aromatisch. Der Stängel ist starr aufrecht, dicht beblättert bis unter den Blütenbereich, kantig, kahl oder schwach behaart und erst im oberen Bereich verzweigt. Von den wechselständig angeordneten Laubblättern sind die unteren Laubblätter gestielt und die oberen sitzend. Die dunkelgrüne Blattspreite ist im Umriss eilanzettlich und fiederteilig mit spitzen, eingeschnitten gesägten Abschnitten. Die Blätter sind 15 bis 25 Zentimeter lang und 5 bis 10 Zentimeter breit. Zwischen den Fiedern stehen an der Blattspindel kleine zahnförmige Läppchen.

### Generative Merkmale
Die Blütezeit reicht meist von Juni bis September. In einem doldenrispigen Gesamtblütenstand befinden sich relativ dicht angeordnet zahlreiche körbchenförmige Teilblütenstände. Die Blütenkörbchen weisen einen Durchmesser von 8 bis 11 Millimetern und eine Höhe von 5 bis 6 Millimeter auf. Die glatten Hüllblätter sind etwa 4 Millimeter lang und etwa 2 Millimeter breit. Die äußeren Hüllblätter sind eiförmig, die inneren lanzettlich-eiförmig; alle sind besonders an der Spitze häutig berandet. Es sind keine Spreublätter vorhanden. Zungenblüten fehlen meist, selten sind sehr kleine vorhanden. Die Blütenkörbchen enthalten etwa 100 zwittrige Röhrenblüten. Die leuchtendgelben Röhrenblüten sind bis zu 2,3 Millimeter lang. Zungenblüten fehlen. Die Krone der Randblüten sind dreizipflig, die der Scheibenblüten fünfzipflig.
Die glatten, fünfrippigen, etwa 1,5 Millimeter langen Achänen besitzen meist keinen Pappus oder höchstens einen krönchenförmigen Saum.

### Chromosomensatz
Die Chromosomengrundzahl beträgt x = 9; es liegt Diploidie mit einer Chromosomenzahl von 2n = 18 vor.

## Ökologie
Der Rainfarn ist eine ausdauernde, wintergrüne Halbrosettenpflanze. Im vollen Sonnenlicht stehen die Blattspreiten mehr oder weniger senkrecht so, dass die Spitzen der Laubblätter entlang der Nord-Süd-Achse ausgerichtet sind; dieses Verhalten als Kompasspflanze ist eine Anpassung an die Wärmestrahlung sonniger Standorte. Der Rainfarn ist ein Kriechwurzler, das heißt seine vegetative Vermehrung erfolgt reichlich durch unterirdische Ausläufer, also klonal.
Die Blüten sind vorweibliche, strahlenlose „Körbchenblumen“. Alle Blüten sind zwittrig. Wegen der nur 1 Millimeter langen Kronröhre ist der Nektar allen Besuchern leicht zugänglich; deshalb werden die Blüten reichlich von Insekten aller Art besucht. Jedoch wird vor allem Pollen angeboten.
Die Früchte sind Wind- und Tierstreuer; auch Wasserhaftausbreitung ist möglich. Fruchtreife ist von August bis Oktober.
Der Rainfarn wird vom Weidevieh verschmäht.

### Wirtspflanze
Der Rainfarn ist die Futterpflanze einer Reihe von Raupen. Insbesondere finden sich am Rainfarn Raupen des Rainfarn-Mönchs Cucullia tanaceti, des Smaragdspanners Antonechloris smaragdaria, sowie anderer Spanner und Eulenfalter.
Die Sackträgermotte Coleophora tanaceti ist ganz auf den Rainfarn spezialisiert. Im Stängel des Rainfarns leben die Raupen der Palpenmotte Isophrictis striatella.
Mehrere Käfer-Arten leben am Rainfarn, darunter der Rainfarn-Schildkäfer Cassida stigmatica, der Rainfarn-Blattkäfer Galeruca tanaceti und der Gefleckte Langrüssler Cyphocleonus dealbatus. Daneben gibt es noch die Rainfarn-Weichwanze Megalocoleus tanaceti.
Der Rainfarn-Schildkäfer wurde zusammen mit der Palpenmotte Isophrictis striatella und den beiden auf den Rainfarn spezialisierten Gallmücken Rhopalomyia tanaceticola und Clinorrhyncha tanaceti zur biologischen Bekämpfung des Rainfarns in der kanadischen Provinz Saskatchewan eingesetzt. Die Erzwespe Torymus tanaceticola parasitiert in den Gallen des Rainfarns. Gallen am Rainfarn werden auch von der Gallmilbe Aceria tuberculata gebildet.
Die Wildbienenart Rainfarn-Maskenbiene Hylaeus nigritus sammelt bevorzugt Nektar und Pollen des Rainfarns, aber auch anderer Korbblütler wie Flockenblumen (Centaurea), Färberkamille (Anthemis tinctoria), Margeriten (Leucanthemum) und Schafgarben (Achillea).
Die Larven der Minierfliegenarten Liriomyza tanaceti und Phytomyza tanaceti, minieren die Blätter des Rainfarns.
Der Rostpilz Puccinia tanaceti befällt den Rainfarn mit Uredien und Telien.

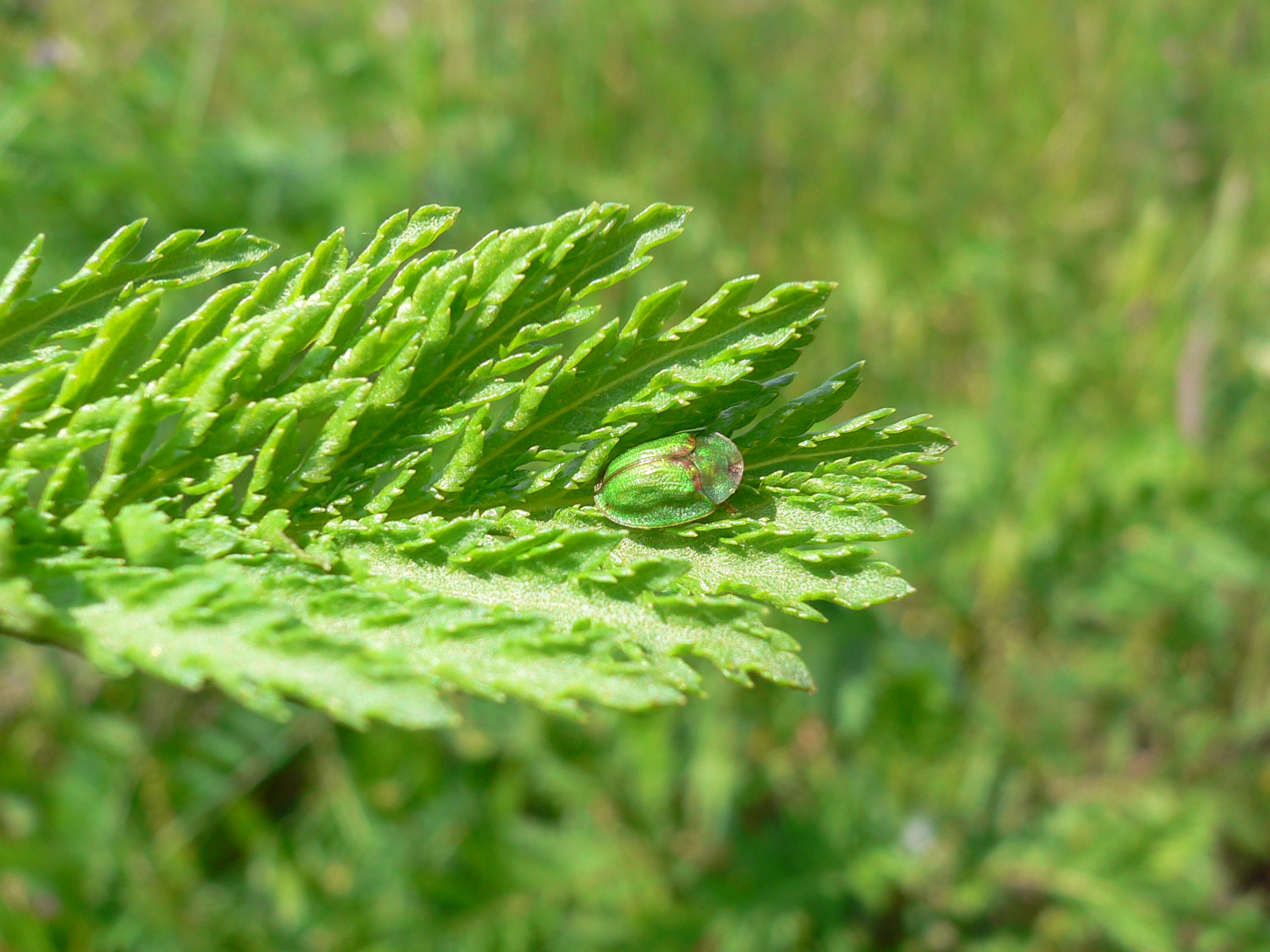
Rainfarn-Schildkäfer (Cassida stigmatica)
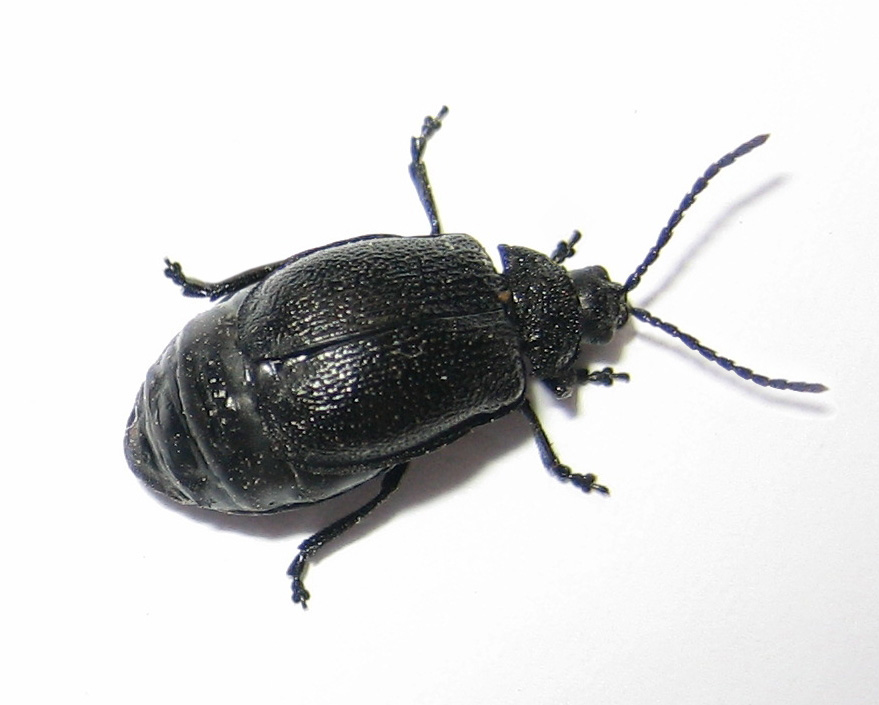
Rainfarn-Blattkäfer (Galeruca tanaceti), Weibchen
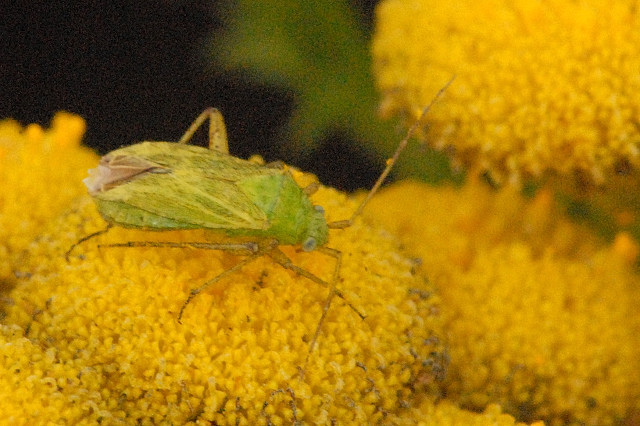
Rainfarn-Weichwanze (Megalocoleus tanaceti)
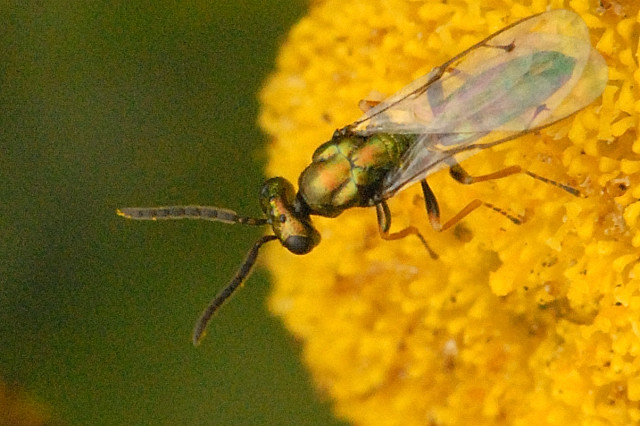
Erzwespe (Torymus tanaceticola) auf Rainfarn-Blütenkörbchen
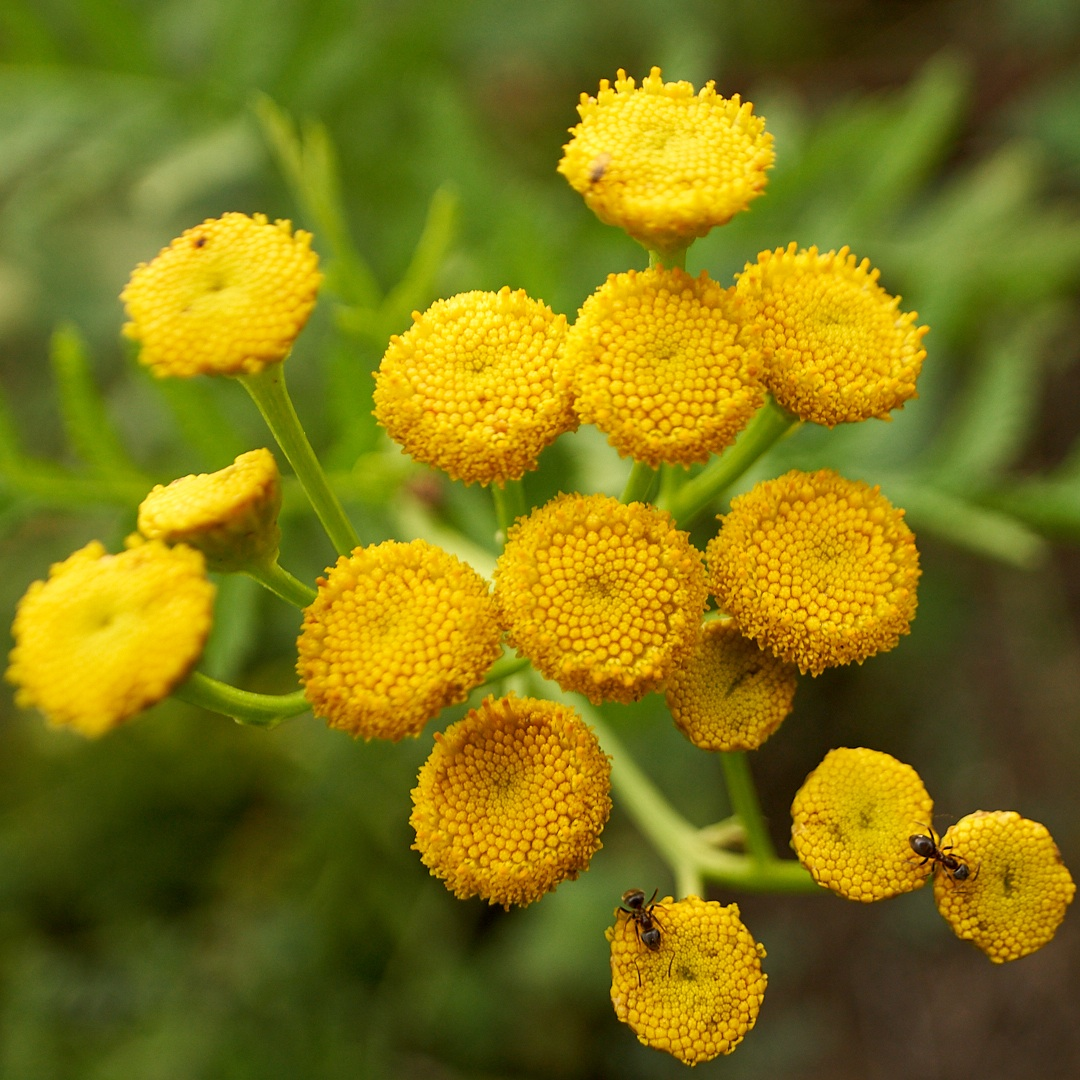
Rainfarn mit Ameisen
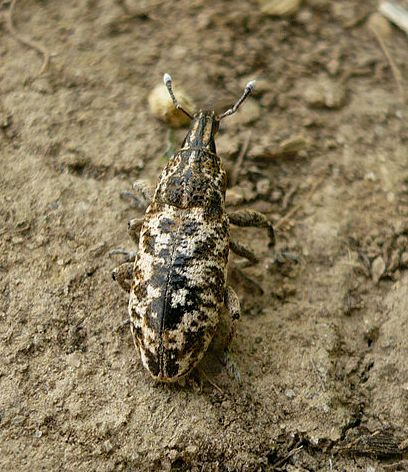
Gefleckter Langrüssler (Cyphocleonus dealbatus)

## Vorkommen
Der Rainfarn kommt in den gemäßigten Zonen Eurasiens vor. Er ist in Mitteleuropa häufig. Er ist ein Neophyt in den gemäßigten Gebieten Nordamerikas, Südamerikas und Australiens.
Der Rainfarn wächst häufig und „gesellig“ in staudenreichen Unkrautfluren, an Wegen, Schuttplätzen, Dämmen, gern an Brandstellen, auch an Ufern (Stromtalpflanze), auf sommerwarmen, nicht zu trockenen, nährstoffreichen, schwach basisch bis basischen, humosen Böden. Nach Ellenberg ist er eine Lichtpflanze, subozeanisch verbreitet, ein Frischezeiger, mäßig stickstoffreiche Standorte anzeigend und eine Klassencharakterart ausdauernder Stickstoff-Krautfluren (Artemisietea vulgaris). Nach Oberdorfer ist er in Mitteleuropa eine Charakterart des Artemisio-Tanacetetum aus dem Verband Dauco-Melilotion, kommt aber auch in Pflanzengesellschaften der Verbände Arction oder Chenopodion rubri vor.
In den Allgäuer Alpen steigt er in Vorarlberg an der Straße bei Neßlegg bei Schröcken bis in Höhenlagen von 1400 Metern auf. Er steigt im Kanton Wallis bis 1480 Meter, auf Maloja bis 1860 Meter und am Simplon-Hospiz bis 2000 Meter Meereshöhe auf.
Die ökologischen Zeigerwerte nach Landolt et al. 2010 sind in der Schweiz: Feuchtezahl F = 3+w (feucht aber mäßig wechselnd), Lichtzahl L = 4 (hell), Reaktionszahl R = 3 (schwach sauer bis neutral), Temperaturzahl T = 4+ (warm-kollin), Nährstoffzahl N = 4 (nährstoffreich), Kontinentalitätszahl K = 4 (subkontinental).
Auf stickstoffreichem Wildland ist oft das Rainfarn-Beifuß-Gestrüpp ein sich über Jahre hinweg fast unverändert haltendes Entwicklungsstadium in der vom Menschen unbeeinflussten Sukzession.
Der Rainfarn ist ein Kulturbegleiter und Gartenflüchtling.

## Inhaltsstoffe
Alle Pflanzenteile enthalten stark riechende ätherische Öle (Campher, Borneol, Thujon) und Bitterstoffe, die die Einstellung zum Rainfarn zur Geschmackssache machen: Manche Menschen mögen seinen Geruch, andere fühlen sich davon abgestoßen.
Zu den wichtigsten Inhaltsstoffen gehören Terpene, Flavonoide und Cumarine. Die Art und Menge der Terpene ist von der Herkunft des Rainfarns, nicht aber von Umweltfaktoren abhängig. Die Analyse der Inhaltsstoffe hat zur Definition von „Chemorassen“ geführt, die sich morphologisch gering oder gar nicht unterscheiden. Es gibt reine Chemotypen, bei denen ein Terpen den Hauptbestandteil bildet und gemischte Chemotypen, bei denen zwei bis vier Terpene dominieren. Reine Chemotypen können folgende Substanzen enthalten:
- Artemisiaketon
- Bornylacetat
- Chrysanthenylacetat
- 1,8-Cineol
- Davandon
- Germacren D
- α-Pinen
- Piperiton
- β-Terpenylacetat
- β-Thujon

Gemischte Chemotypen können zusätzlich folgende Substanzen enthalten:
- Artemisialalkohol
- Chrysanthenol
- Lyratol
- Lyratylacetat
- Terpinen-4-ol[21]

## Nutzung
Insgesamt sehen die Blütenkörbchen wie Gülden Knöpfle oder Westenknöpfe aus (so lauten volkstümliche Namen); Kinder verwendeten sie als Spielgeld.

### Verwendung als Duftpflanze
Die stark duftenden Blätter sowie die Blüten des Rainfarns, die insektenabweisende Wirkstoffe enthalten, wurden früher ausgestreut, um Ungeziefer fernzuhalten. Im kolonialen Nordamerika wurde Rainfarn in Särge gelegt und Leichentücher wurden mit Rainfarnextrakt getränkt. Rainfarn wurde auch angepflanzt, um den Kartoffelkäfer zu vertreiben. Nach einer Studie wurde dadurch der Kartoffelkäferbefall um 60–100 % reduziert. Getrockneter Rainfarn wird in der Imkerei als Rauchmittel verwendet. Einige Sorten werden als Zierpflanze verwendet.

### Verwendung in der Heilkunde
In antiken Schriften ist der Rainfarn nicht zu finden. Die erste schriftliche Überlieferung findet sich im Capitulare Karls des Großen. Rainfarn (lateinisch Tanacetum) wurde früher bei Wurmerkrankungen eingesetzt, allerdings rufen größere Mengen als 1 bis 3 Gramm Rainfarn Vergiftungserscheinungen hervor, so dass man heute im Falle von Wurmerkrankungen auf andere, wirkungsvollere und harmlosere Mittel zurückgreift. Verbreitet war auch seine Verwendung gegen Ungeziefer. Eine Waschung sollte Flöhe und Kopfläuse vertreiben. In der Tierheilkunde wird der Tee Kälbern und Kühen bei Durchfall verabreicht. Als Breiumschlag soll Rainfarn bei Quetschungen, Rheuma und Krampfadern helfen.
Die Laubblätter können Hautreizungen verursachen. Rainfarnöl ist ein starkes Gift, dessen innere Anwendungen nicht unbedenklich sind, weil sie zu Allergien und Vergiftungen führen können.
Eine Studie von Álvarez und anderen von 2010 zeigt, dass Extrakte aus dem Rainfarn in der Lage sind, in vitro Herpesviren zu hemmen. Für den antiviralen Effekt scheinen unter anderem die darin enthaltenen Substanzen Isochlorogensäure (3,5-Dicaffeoylchinasäure) (3,5-Dicaffeoylquinic acid (3,5-DCQA)) und Axillarin verantwortlich zu sein.
Hildegard von Bingen: „Wer im Magen-Darm vom Durcheinanderessen schlechter Speisen Beschwernisse und Fülle Gefühl bekommt, dann nehme eine Suppe, die (aus Fleisch) ohne irgendwelche Gemüse und ohne andere Kräuter gekocht wurde und gebe da hinein Rainfarn (Blätter) und lass es nochmals kochen. Den (so) gekochten (Rainfarn) Esse er oft in der Suppe, und es macht seinen Magen Darm geschmeidig und leicht und gibt eine angenehme Verdauung.“

### Rainfarn als Färbepflanze
Der Rainfarn wird auch als Färbepflanze verwendet.
Die Blütenkörbchen des Rainfarns ergeben zusammen mit dem Beizmittel Alaun einen dunkelgelben Farbton. Für die Beize werden 12 bis 20 g Alaun auf 100 g Wolle genommen. Dunkelgrün wird die Färbung mit einer Alaunvorbeize, Eisensulfat-Nachbeize und Ammoniak-Entwicklungsbad. Man braucht etwa 400 g frische „Blüten“ für 100 g Wolle.

### Rainfarn als Gewürz
Rainfarn wird beim irischen Gericht Drisheen (Schafsblutwurst) sowohl in der Wurst als auch in der dazu servierten Sauce als Gewürz eingesetzt.

## Rainfarn als Allergiepflanze
Der Rainfarn kann auf der Haut Kontaktallergien hervorrufen. Auslöser sind Sesquiterpenlactone. Als Hauptwirkstoff kommt Parthenolid in Betracht, neben einer Reihe anderer Kontaktallergene wie Crispolid, Tanacetin, Reynosin, und 1-beta-Hydroxy-arbusculin A. Vor allem Floristen und Blumenzüchter können von Kontaktallergien betroffen sein.

## Etymologie
Der deutsche Name Rainfarn hat seinen Ursprung im althochdeutschen Wort reinifano. Die ursprüngliche Bedeutung ‘Grenzfahne’, ergibt sich daraus, dass der hohe, gelbblütige Wuchs der Pflanze als Grenzzeichen angesehen wurde.

## Trivialnamen
Für den Rainfarn bestehen bzw. bestanden auch die weiteren deutschsprachigen Trivialnamen: Drefot (Altmark), Drusenkrud (Oldenburg), Jesuswurz (Österreich), Kraftkraut, Kraftkrut (Mark bei Küstrin), Matbleamen (Siebenbürgen), Michelkraut, Milchkraut (Bayern am Lechrain), Muttergottesrute, Peerknöpe (Oldenburg), Pompelblumen (Schlesien), Presskraut (Österreich bei Linz), Räuber, Rainfahn, Rainfeldblümlein (Tirol bei Lienz), Rainfohre (Graubünden), Rainvan (mittelhochdeutsch), Regenfahn (Mecklenburg), Reifen (Wallis), Reiefa (Ostfriesland), Reinefaren (Ostfriesland), Reinefane, Reinewane, Reinfaor (Altmark), Reinfan, Reinfano (althochdeutsch), Reinvano (althochdeutsch), Reinfar, Reinefarn (Göttingen), Reinfaren, Reinfarn (Dithmarschen), Reinvan (mittelhochdeutsch), Renevane (mittelniederdeutsch), Rennefarre (Prignitz), Rennfarn, Revierblumen (Schlesien), Revierkraut (Thüringen), Reynnfann (althochdeutsch), Reynvann (althochdeutsch), Reynfano (althochdeutsch), Reynfarn, Reynvaen, Reynvarn (mittelhochdeutsch), Reyvane (mittelniederdeutsch), Rienfaren (Bremen), Rinfert (Siebenbürgen), Säfkesad (Ostfriesland), Seefkesad (Ostfriesland), Sawrsaot (Altmark), Tannkraut, Weinfaren (Schlesien), Weinwermuth (Memmingen), Weisswurz (bereits 1482 belegt), Wormkruud (Ostfriesland), Wossstickenkrud (Altmark), Wurmkraut (Österreich, Eifel), Wurmkrud (Ostfriesland) und Wurmsamen (Augsburg).